# Ağanəzər Novruzov
Ağanəzər Novruzov (ur. 1 stycznia 2005) – azerski zapaśnik startujący w stylu wolnym.
Brązowy medalista mistrzostw Europy w 2025. Drugi na ME U-23 w 2025. Trzeci na MŚ juniorów w 2024. Trzeci na MŚ i ME kadetów w 2022 roku.